# Distretto di Zichuan
Il distretto di Zichuan (淄川区S, Zīchuān QūP) è un distretto della Cina, situato nella provincia dello Shandong e amministrato dalla prefettura di Zibo.